# Thomas Douglas Maitland
Pour les articles homonymes, voir Maitland.
Thomas Douglas Maitland (1885-1978) est un botaniste britannique, spécialiste de la flore africaine, collecteur de plantes et responsable de jardins botaniques au Nigeria, en Ouganda et au Cameroun.

## Biographie
D'abord jardinier aux Jardins botaniques royaux de Kew au Royaume-Uni, il dirigea plusieurs jardins botaniques en Afrique, à Calabar au Nigeria, à Entebbe en Ouganda, puis celui de Victoria (aujourd'hui Limbé) au Cameroun, entre 1927 et 1932. Entre janvier et juin 1931 il explora le mont Oku et la crête de Ijim (Ijim Ridge), notamment autour de Belo, Laikom, Mbesa et Nchain, et fut le premier à y collecter des spécimens de plantes endémiques telles que Kniphofia reflexa, Habenaria maitlandii, Plectranthus punctatus subsp. lanatus ou Newtonia camerunensis.
Marié à Wilhelmina Sarah Dundas, également Écossaise, il est le père de deux diplomates, Alastair Maitland, né à Kampala en 1916, et Donald Maitland (en), né à Edimbourg en 1922.

## Hommages
Les épithètes spécifiques de nombreuses espèces lui rendent hommage, telles que : Acacia maitlandii, Eremophila maitlandii, Digitaria maitlandii, Ganoderma maitlandii, Habenaria maitlandii, Isolona maitlandii, Mikaniopsis maitlandii.